# كعب بن مالك
كعب بن مالك الأنصاري السلمي، شاعر الإسلام أسلم قديماً وشهد العقبة ولم يشهد بدرا، وكان أحد الثلاثة الذين تاب الله عليهم بعد تخلفهم عن غزوة تبوك. وتوفي سنة 50 هجرية وقيل 51 هـ.

## نسبه
هو كعب بن مالك ابن أبي كعب، واسم أبي كعب هو عمرو بن القين بن كعب بن سواد بن غنم بن كعب بن سلمة الأنصاري، الخزرجي العقبي الأحدي. شاعر النبي محمد وصاحبه، وأحد الثلاثة الذين خلفوا، فتاب الله عليهم. شهد العقبة، وروى ثلاثين حديثا. أتفق الشيخان البخاري ومسلم على ثلاثة منها، وأنفرد البخاري بحديث، ومسلم بحديثين. روى عنه بنوه: عبد الله، وعبيد الله، وعبد الرحمن، ومحمد، ومعبد، وروى عنه بنو كعب، وجابر، وابن عباس، وأبو أمامة، وعمر بن الحكم، وعمر بن كثير بن أفلح، وآخرون، وحفيده عبد الرحمن بن عبد الله.

## كنيته والمؤاخاة
كانت كنيته في الجاهلية: أبا بشير. وقال ابن أبي حاتم: كان كعب من أهل الصفة. وذهب بصره في خلافة معاوية. ذكره عروة في السبعين الذين شهدوا العقبة. وروى صدقة بن سابق، عن ابن إسحاق، قال: آخى رسول الله ﷺ بين طلحة بن عبيد الله، وكعب بن مالك. وقيل: بل آخى بين كعب والزبير.
الواقدي: حدثنا ابن أبي الزناد، عن هشام بن عروة، عن أبيه، قال: آخى رسول الله ﷺ بين الزبير وبين كعب بن مالك. قال الزبير: فلقد رأيت كعبا أصابته الجراحة بأحد، فقلت: لو مات، فانقلع عن الدنيا، لورثته; حتى نزلت: وأولو الأرحام بعضهم أولى ببعض في كتاب الله فصارت المواريث بعد للأرحام والقرابات، وانقطعت حين نزلت وأولو الأرحام تلك المواريث بالمواخاة. وفي رواية ابن إسحاق: آخى النبي ﷺ بين كعب وطلحة.

## غزوة أحد
عن حماد بن سلمة، عن هشام بن عروة، عن أبيه: أن رسول الله ﷺ آخى بين الزبير وكعب بن مالك، فارتث كعب يوم أحد، فجاء به الزبير، يقوده، ولو مات يومئذ، لورثه الزبير; فأنزل الله: وأولو الأرحام بعضهم أولى ببعض في كتاب الله.
وعن كعب: لما انكشفنا يوم أحد، كنت أول من عرف رسول الله ﷺ، وبشرت به المؤمنين حيا سويا، وأنا في الشعب. فدعا رسول الله ﷺ كعبا بلأمته -وكانت صفراء- فلبسها كعب، وقاتل يومئذ قتالا شديدا، حتى جرح سبعة عشر جرحا. قال ابن سيرين: كان شعراء أصحاب رسول الله ﷺ: حسان بن ثابت، وعبد الله بن رواحة، وكعب بن مالك.

## غزوة خيبر
يروي ابن اسحاق أن كعب بن مالك بارز مرحب اليهودي في غزوة خيبر فيقول:
«ولما افتتح رسول الله صلى الله عليه وسلم من حصونهم ما افتتح، وحاز من الأموال ما حاز، انتهوا إلى حصنيهم الوطيح والسلالم، وكان آخر حصون أهل خيبر افتتاحاً، فحاصرهم رسول الله صلى الله عليه وسلم بضع عشرة ليلة». وقال: خرج مرحب اليهودي من حصنهم، قد جمع سلاحه، يرتجز وهو يقول:
وهو يقول: من يبارز، فأجابه كعب بن مالك فقال:
 ولكن هذه الرواية يختلف معها أغلب اهل العلم ويقولون أن من بارز مرحب في هذه الغزوة اثنان هما عامر بن الأكوع وعلي بن أبي طالب.

## الشعر
قال عبد الرحمن بن كعب، عن أبيه: أنه قال: يا رسول الله، قد أنزل الله في الشعراء ما أنزل. قال: إن المجاهد، مجاهد بسيفه ولسانه; والذي نفسي بيده لكأنما ترمونهم به نضح النبل. قال ابن سيرين: أما كعب، فكان يذكر الحرب، يقول: فعلنا ونفعل، ويتهددهم. وأما حسان، فكان يذكر عيوبهم وأيامهم. وأما ابن رواحة، فكان يعيرهم بالكفر. وقد أسلمت دوس فرقا (خوفا) من بيت قاله كعب:
عن ابن المنكدر، عن جابر: أن رسول الله ﷺ قال لكعب بن مالك: ما نسي ربك لك - وما كان ربك نسيا - بيتا قلته. قال: ما هو؟ قال: أنشده يا أبا بكر، فقال:
وقد أنشد كعب عليا قوله في عثمان:

## وفاته
عن الهيثم، والمدائني: أن كعبا مات سنة أربعين. وروى الواقدي: أنه مات سنة خمسين. وعن الهيثم بن عدي أيضا: أنه توفي سنة إحدى وخمسين. وقصة توبة الثلاثة في صحيح البخاري ومسلم وشعره منه في السيرة.

## قصة تخلفه عنغزوة تبوك
عن الزهري، عن عبد الرحمن بن عبد الله بن كعب، عن أبيه قال: سمعت كعبا يقول: لم أتخلف عن رسول الله ﷺ في غزوة، حتى كانت تبوك، إلا بدرا. وما أحب أني شهدتها، وفاتتني بيعتي ليلة العقبة وكلما أراد رسول الله ﷺ غزوة إلا ورأى بغيرها. فأراد في غزوة تبوك أن يتأهب الناس أهبة وكنت أيسر ما كنت، وأنا في ذلك أصغو إلى الظلال وطيب الثمار، فلم أزل كذلك، حتى خرج. فقلت: أنطلق غدا، فأشتري جهازي، ثم ألحق بهم. فانطلقت إلى السوق، فعسر علي، فرجعت، فقلت: أرجع غدا. فلم أزل حتى التبس بي الذنب، وتخليت، فجعلت أمشي في أسواق المدينة، فيحزنني أني لا أرى إلا مغموصا عليه في النفاق أو ضعيفا. وكان جميع من تخلف عن رسول الله بضعة وثمانين رجلا.
ولما بلغ النبي ﷺ تبوك، ذكرني، وقال: ما فعل كعب؟ فقال رجل من قومي: خلفه يا نبي الله برداه والنظر في عطفيه. فقال معاذ: بئس ما قلت! والله ما نعلم إلا خيرا. إلى أن قال: فلما رآني ﷺ، تبسم تبسم المغضب، وقال: ألم تكن ابتعت ظهرك ؟ قلت: بلى. قال: فما خلفك؟ قلت: والله لو بين يدي أحد غيرك جلست، لخرجت من سخطه علي بعذر، لقد أوتيت جدلا، ولكن قد علمت يا نبي الله أني أخبرك اليوم بقول تجد علي فيه، وهو حق، فإني أرجو فيه عقبى الله. إلى أن قال: والله ما كنت قط أيسر ولا أخف حاذا مني حين تخلفت عنك؟ فقال: أما هذا فقد صدقكم، قم حتى يقضي الله فيك، فقمت.
إلى أن قال: ونهى رسول الله ﷺ الناس عن كلامنا أيها الثلاثة. فجعلت أخرج إلى السوق، فلا يكلمني أحد، وتنكر لنا الناس، حتى ما هم بالذين نعرف، وتنكرت لنا الحيطان والأرض. وكنت أطوف، وآتي المسجد، فأدخل، وآتي النبي ﷺ، فأسلم عليه، فأقول: هل حرك شفتيه بالسلام!
واستكان صاحباي فجعلا يبكيان الليل والنهار لا يطلعان رءوسهما، فبينا أنا أطوف في السوق إذا بنصراني جاء بطعام، يقول: من يدل على كعب؟ فدلوه علي، فأتاني بصحيفة من ملك غسان. فإذا فيها: أما بعد: فإنه بلغني أن صاحبك قد جفاك وأقصاك، ولست بدار مضيعة ولا هوان، فالحق بنا نواسك. فسجرت لها التنور، وأحرقتها. إلى أن قال: إذ سمعت نداء من ذروة سلع أبشر يا كعب بن مالك. فخررت ساجدا. ثم جاء رجل على فرس يبشرني، فكان الصوت أسرع من فرسه، فأعطيته ثوبي بشارة، ولبست غيرهما.
ونزلت توبتنا على النبي ﷺ ثلث الليل. فقالت أم سلمة: يا نبي الله، ألا نبشر كعبا؟ قال: إذا يحطمكم الناس، ويمنعونكم النوم. قال: فانطلقت إلى النبي ﷺ، فإذا هو جالس في المسجد وحوله المسلمون، وهو يستنير كاستنارة القمر، فقال: أبشر يا كعب بخير يوم أتى عليك. ثم تلا عليهم: لقد تاب الله على النبي الآيات. وفينا نزلت أيضا: اتقوا الله وكونوا مع الصادقين. فقلت: يا نبي الله، إن من توبتي ألا أحدث إلا صدقا، وأن أنخلع من مالي كله صدقة. فقال: أمسك عليك بعض مالك، فهو خير لك.. (الحديث). وفي لفظ: فقام إلي طلحة يهرول، حتى صافحني وهنأني. فكان لا ينساها لطلحة.

## كتب ودراسات عنه
- كعب بن مالك شاعر العقيدة الإسلامية، سامي مكي العاني، دار القلم، سوريا، 152 صفحة، 1990م.